# فربخت
فربخت (یا مارابخت) در سال ۴۲۱ به مدت کوتاهی اسقف کلیسای شرق یا کلیسای ایران بود. این دوران همزمان با شاهنشاهی بهرام گور بود.